# ライア (Zweiの曲)
『ライア』 (Lyra) は、Zweiの16枚目のシングル。2015年11月25日に5pb.Recordsから発売。

## 概要
- 表題曲は、PlayStation 3・PlayStation 4・PlayStation Vitaゲームソフト『STEINS;GATE 0』エンディングテーマ。Zweiにとって『STEINS;GATE 線形拘束のフェノグラム』以来となるSTEINS;GATEシリーズのエンディングテーマを担当した。
- 表題曲の作詞は、『純情スペクトラ』以来となる志倉千代丸が担当。
- カップリング曲は、PlayStation Vita専用ソフト『BELIEVER!』オープニングテーマ。作詞は、前作・前々作シングルに引き続きAyumuが担当した。
- 『STEINS;GATE』シリーズの主人公・岡部倫太郎（CV：宮野真守）によるキャストモノローグが、曲目1番目に収録されている。
- ジャケットはhuke描き下ろしによる、椎名まゆりが描かれている[1]。
- 『STEINS;GATE 0』のEP8にEDとして放送し、話題となっている。

## 収録曲
1. 黎明のライア～岡部倫太郎
CV：宮野真守
2. ライア
作詞：志倉千代丸 / 作曲・編曲：大島こうすけ
3. 真っ向
作詞：Ayumu / 作曲・編曲：ミヤハラ信哉
4. ライア（off Vocal）
5. 真っ向（off Vocal）